# Peñagrande
Peñagrande és un barri de Madrid integrat en el districte de Fuencarral-El Pardo. Té una superfície de 289,04 hectàrees i una població de 46.095 habitants (2009). Limita al nord amb Mirasierra, al sud amb Ciudad Universitaria i Valdezarza (Moncloa-Aravaca), a l'oest amb Fuentelarreina i a l'est amb El Pilar. Està delimitat al nord amb el carrer Valle de Pinares Llanos, a l'est per l'Avinguda del Ventisquero de la Condesa i el Camino Ganapanes, al sud pel carrer Valle de Mena i l'Avenida de la Ilustración i a l'oest pels carrers Gabriela Mistral i Gavilanes.

## Transports
Pel barri passen les línies d'autobús metropolità: 42, 49, 64, 67, 82, 83, 124, 127, 132, 133 i 137. I pel que fa al metro, hi ha tres estacions de la línia 7 del metro de Madrid: Peñagrande, Avenida de la Ilustración i Lacoma.